# Rhizophora apiculata
Rhizophora apiculata Blume, 1827 è una pianta della famiglia Rhizophoraceae, diffusa nelle mangrovie dell'Asia e dell'Oceania.

## Distribuzione e habitat
La specie è presente nelle mangrovie dell'Asia meridionale (India, Sri Lanka, Bangladesh e isole Maldive), del sud-est asiatico (Birmania, Thailandia, Cambogia, Vietnam, Cina (Hainan) Indonesia, Malaysia, Brunei, Singapore e Filippine) e dell'Oceania (Australia settentrionale, Micronesia, Guam, Nuova Caledonia, Palau, Papua Nuova Guinea, isole Salomone e Vanuatu).